# Santa Inés Ahuatempan
Santa Inés Ahuatempan là một đô thị thuộc bang Puebla, México. Năm 2005, dân số của đô thị này là 5646 người.